# 養分污染
養分污染（英語：Nutrient pollution）是水污染中的一種，指的是輸入水體的養分過多而造成污染。這種情況是產生地表水（湖泊、河流和沿岸水域）優養化的主要原因，水中過量的養分（通常是氮或磷）會刺激藻類繁盛生長。造成養分污染的來源包括有來自農田和牧場的地表徑流、化糞池和牲畜飼養場的排放物以及燃燒而產生的空氣污染排放物。未經處理的生活污水富含養分，是造成優養化的重要因素。將未經處理過的生活污水排放到大型水體中被稱為污水傾倒（sewage dumping），目前仍在世界各地發生。環境中過量的活性氮化合物與許多大規模的環境問題有關聯。相關的問題包括有地表水的優養化、有害藻華、環境缺氧、酸雨、森林中的氮飽和以及氣候變化。
全球在1910年代，繼而又在1940年代為配合糧食需求增長而促進農業繁榮，農業生產則有賴於大量使用化學肥料。肥料是種天然或是化學改性物質，可增加土壤肥沃度。肥料中含有大量的磷和氮，結果是有過量的養分進入土壤。氮、磷和鉀是商業化肥料中的“三大”營養要素，其中每種都對植物具有關鍵的營養作用。 當植物在生長期間沒充分利用到這些氮和磷時，剩餘的會從農田中流出，並對空氣和下游水質產生負面影響。這些養分最終會進入水生生態系統，而加劇優氧化作用。當農民施肥（無論是有機肥料，或是合成肥料）時，其中一些會經逕流攜帶離開，在下游聚積，而產生優氧化現象。
緩解養分污染物排放的方法包括有：養分改善（nutrient remediation）、養分權交易（nutrient trading）和養分來源劃分（nutrient source apportionment）。

## 污染來源
| 種類         | 優氧化排放 (每百克蛋白質中磷酸鹽克當量) |
| ------------ | --------------------------------------- |
| 牛肉         | 365.3                                   |
| 養殖魚       | 235.1                                   |
| 養殖甲殼動物 | 227.2                                   |
| 起司         | 98.4                                    |
| 羊肉         | 97.1                                    |
| 豬肉         | 76.4                                    |
| 禽肉         | 48.7                                    |
| 蛋類         | 21.8                                    |
| 花生         | 14.1                                    |
| 豌豆         | 7.5                                     |
| 豆腐         | 6.2                                     |

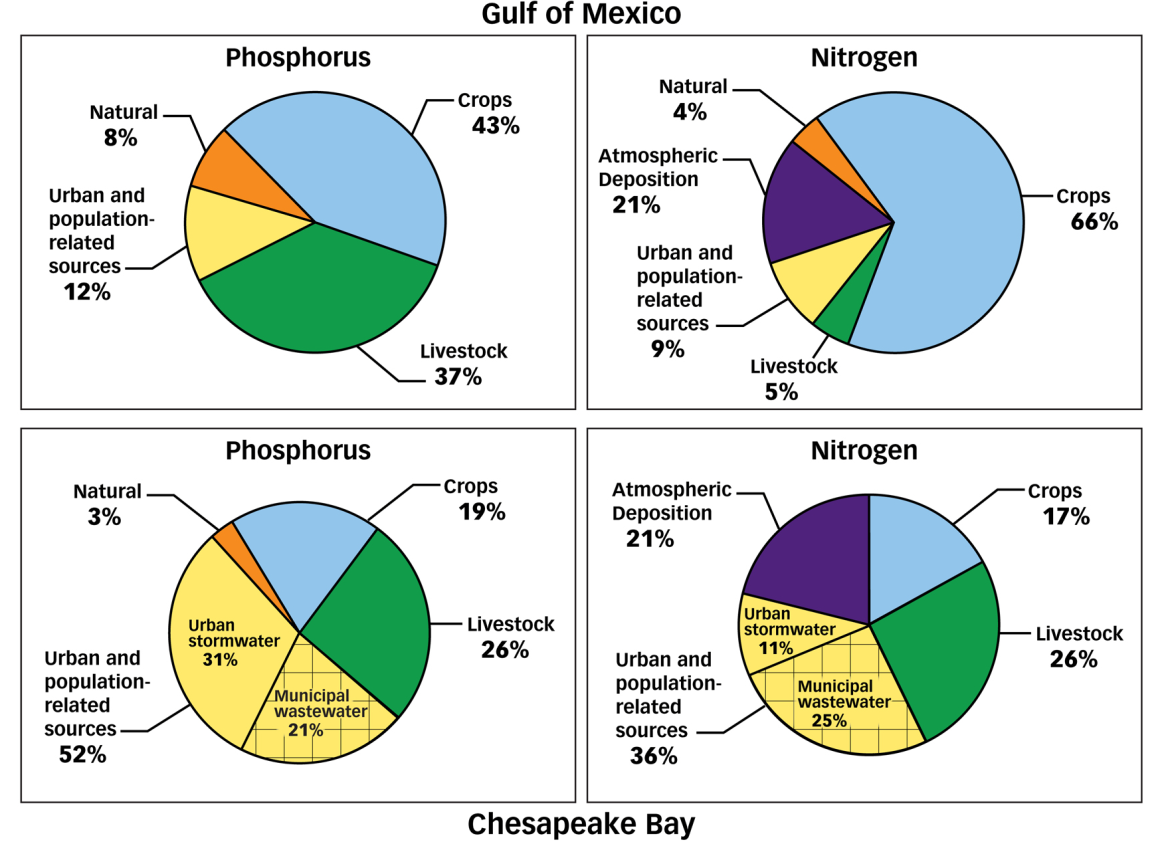
農業是導致墨西哥灣發生養分污染的主要來源。在美國乞沙比克灣的養分污染，主要來源是農業、城市地區及大氣沉降。

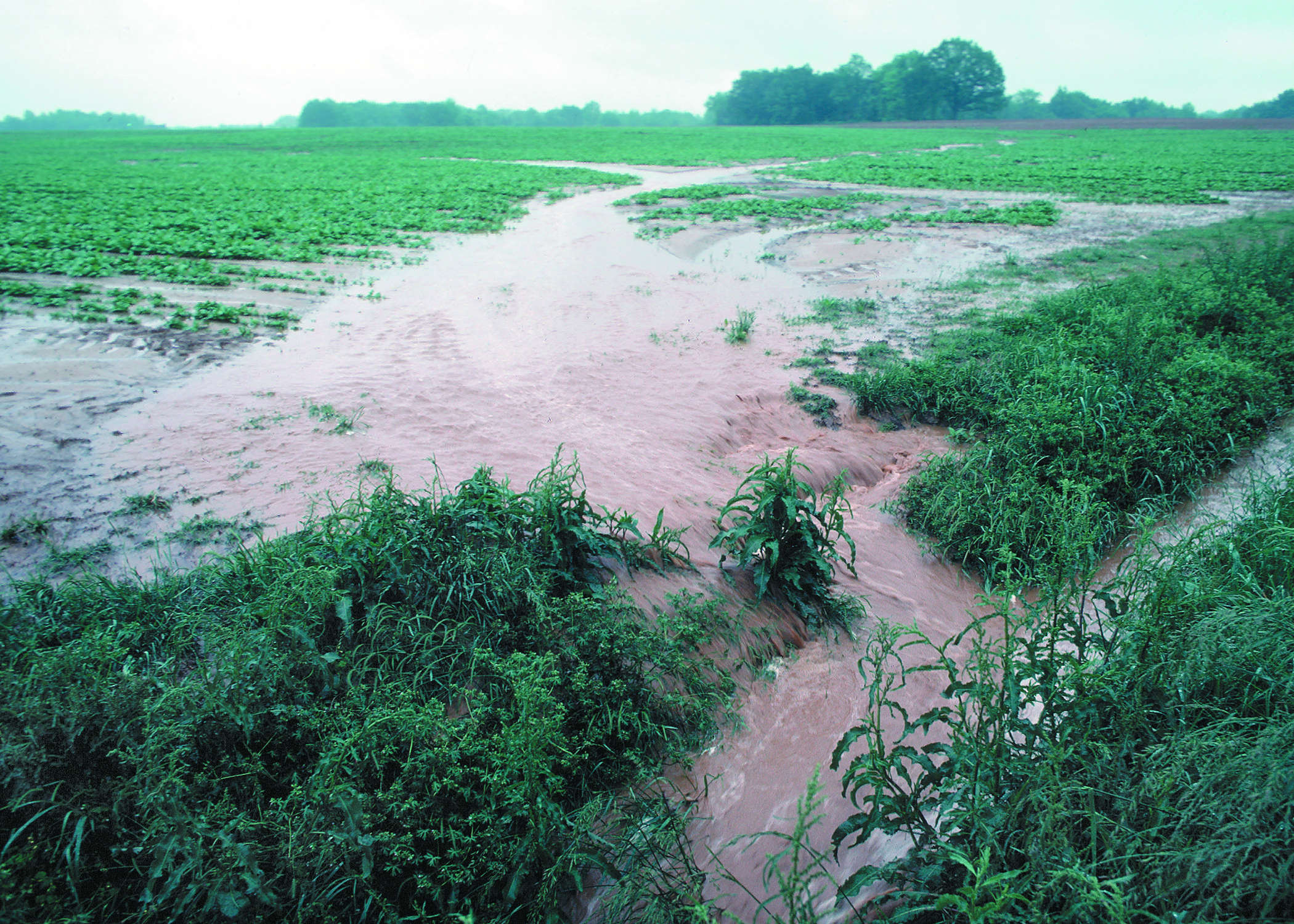
發生於美國田納西州一例：含肥料的土壤經地表逕流攜帶，迅速進入當地水體，造成養分污染

單個流域中養分污染的主要來源取決於當地主要的土地利用方式。又分為點源污染、非點源污染，或是兩者皆有：
- 農業污染：動物類或是作物類
- 城市/郊區：道路和停車場的城市徑流、草坪施肥過多、市政污水處理廠以及機動車量排放
- 工業污染：空氣污染物排放（例如火力發電廠）、不同產業的污水排放[12]

一些源自空氣污染的養分污染並非一定由當地的土地利用所造成，而是從遙遠的源頭，經長距離傳輸而來。
為衡量如何最好防止優養化發生，必須確定導致養分負荷的實際來源。養分和有機物有兩種常見來源：點源方式和非點源方式。

### 氮
由於施用合成肥料、燃燒化石燃料和飼養動物（尤其是集中式牲畜飼養作業，(CAFO)），已為生物圈增加大量的活性氮。在全球，由於氮平衡分配效率低下，有些國家有盈餘，另一些則為赤字，特別是那些有盈餘的國家已引發一系列環境問題。對於世界上大多數國家來說，縮小產量差距與減輕氮污染之間而做的權衡考量（即設法降低氮污染，卻又不會犧牲太多農業產量）很小，或根本不存在。

### 磷
磷污染是由於過度使用化肥和糞肥而造成，特別在發生土壤侵蝕時，情況會加劇。據估計歐盟由於水侵蝕土壤，可能已有超過100,000噸的磷輸入水體和湖泊中。城市污水處理廠和一些產業也會排放磷。

### 點源污染
點源污染指影響來自一個源頭，養分廢棄物直接從源頭流向水體。這種污染源相對容易監管。

### 非點源污染
非點源污染（也稱為“擴散式”或“徑流式”污染）指來源不明確，以及擴散源頭的污染。這種污染源難以監管，且通常會隨時間和空間而生變化（隨季節、降水和其他不可抗力事件）。已有資料顯示氮運輸與流域中人類活動的各種指標有關聯，包括開發的程度。農業耕作和城市開發是造成此種養分負荷的最大因素。

#### 土壤聚積
人類活動產生的養分往往會在土壤中聚積，並停留多年。研究顯示流失到地表水的磷量會隨土壤中磷含量的增加而呈線性增加。由此推測土壤中的大部分養分最終都會進入水中。氮經過土壤，再進入地表水的周轉時間長達數十年。

#### 進入地表水的徑流
人類活動產生的養分往往會從陸地轉移到地表水或是地下水。尤其是氮會通過雨雪水渠、下水道和其他形式的地表徑流攜帶離開。經過徑流和滲濾液的養分流失通常與農業有關。現代農業通常透過田地施肥，企圖最大限度把產量升高。但施用的養分經常超過作物所需，導致過多的部分進入地表水或地下水，或是草原。為減少農業養分流失而制定的法規通常遠不及針對污水處理廠和其他點源污染者的法規般嚴格。同時還應注意，林地內的湖泊也會受到地表徑流的影響，徑流會把碎屑中的礦物氮和磷攜帶進入水體，導致緩慢，自然發生的優氧化。

#### 大氣沉降
由於氨的揮發和一氧化二氮]的產生，而把氮釋放進入大氣。燃燒化石燃料是造成大氣氮污染的一大人為因素。大氣中的氮經由兩個不同的過程到達地面，第一個是濕沉降（例如經雨或雪攜帶），第二個是乾沉降（經由空氣中的微粒和氣體）。兩者合稱大氣沉降。
大氣沉降（例如以酸雨的形式）也會影響水中的養分濃度，特別是在高度工業化地區。

## 影響

### 於環境和經濟
過量養分會導致下列的結果：
- 藻類過度生長（有害藻華），[30]和生物多樣性喪失；[31]
- 物種組成發生變化（導致優勢族群出現）；
- 食物網改變（例如自然光線傳入淺海受限（light limitation）），原本是許多生物食物來源的海草產量大減而導致的結果；[32]
- 過量有機碳（優養化）、溶解氧不足（環境缺氧）和毒素生成。[13]

由於養分污染會造成水處理成本上升、商業捕撈魚貝數量降低、休閒捕魚以及旅遊活動減少，而產生經濟影響。

### 於健康
影響包括飲用水中過量的硝酸鹽（例如導致藍嬰症候群）和飲用水中存在消毒劑副產物。在發生有害藻華的水中游泳，會導致皮膚疹和呼吸系統問題。

## 降低污染的措施

### 養分權交易
養分權交易是水質交易中的一種，是種以市場機制為基礎的政策工具，用於改善或維持水質（參見美國對單源水污染的規定#Water quality trading）。水質交易概念基於的事實是一個流域內，在控制相同污染物，而污染源又不相同時，會有截然不同成本的情況。任何參與者若是在降低污染物的作業中超越設定的標準，可得到某種信用額度，並可售予需要這種額度的其他參與者。同樣的原則適用於養分權交易。基本上就是“污染者自付原則”，參與者均受此原則監管。
非營利組織Forest Trends在2013年發佈一份對水質交易的總結報告，說明其中有三種主要資金提供者：流域中受到保護的受益者、產生污染者及“公益支付者” （未直接受益，但代表某個組織為降低污染信用額度提供資金的政府或非政府組織）。截至2013年，絕大多數的支付是由“公益支付者”所發動。:11

### 養分來源劃分
所謂養分來源劃分指的是估算從不同來源（已經過衰減或處理）而進入水體的的養分數量。對歐洲水體，農業通常是其中氮的主要來源，而在許多國家，家庭和工業往往是磷的主要來源。在水質受過量養分影響的地方，養分來源劃分模型可用來識別污染源，提供符合比例和務實的水資源管理。
負荷劃分建模有兩種廣泛的方法，(i) 以負荷為導向，根據河流中得到的監測數據和 (ii) 以源頭為導向，對擴散或非點源污染排放量，使用通常具有相似特徵集水區出口係數模型計算而得。例如源頭負荷分配模型 (Source Load Apportionment Model ，SLAM) 是採用後者的方法，通過整合點排放信息（城市污水、工業和化糞池系統）、擴散源（牧場、耕地、林業等）和流域數據，包括水文地質特徵，以估算地表水出水口中的氮與磷的相對數量。

## 國家案例

### 美國
根據州環境機構的調查，農業非點源 (NPS) 污染是全美國水質污染的最大來源。:10根據聯邦清潔水法案 (CWA)，NPS污染並未受排放許可證管轄。}美國國家環境保護局（EPA）和各州已採用贈款、合作夥伴關係和示範項目等措施來激勵農民調整他們的農作方式，並減少地表徑流。:10–11

#### 制定養分政策
1972年通過的《清潔水法案》規定各州制定養分規範和標準的基本要求。實施此水質計劃對EPA和各州而言均為一項重大的科學、技術和資源密集型的挑戰，到21世紀依然是如此。
EPA於1978年發布一項污水管理條例，開始處理全國幾十年來日益嚴重的氮污染問題。該機構在1998發布一項國家養分戰略（National Nutrient Strategy），重點在制定養分規範。
EPA在2000年至2010年間發佈河流/溪流、湖泊/水庫、河口和濕地的聯邦級養分規範及相關指導。這些出版物中包含美國14個生態區的“生態”養分規範。雖然各州可直接採用EPA發佈的規範，但有許多狀況是各州需要把規範修改，以反映出特定地點的條件。EPA在2004年聲明其對總氮 (TN)、總磷 (TP)、葉綠素 a(chl-a) 和透明度的數字規範（相對於不太具體的敘述式規範）的期望，並建立“共同商定的計劃”以開發國家規範。 該機構在2007年表示美國各州在制定養分規範方面的進展參差不齊。EPA重申其對數字規範的期望，也承諾支持各州制定本身規範的工作。
EPA於2007年引入以流域做基礎的NPDES（National Pollutant Discharge Elimination System，國家污染物排放消除系統）許可證後，針對去除養分和實現區域最大每日負荷限制  (TMDL) ，讓有興趣的團體開發出養分權交易計劃。
EPA於2008年發佈一份關於各州制定養分標準的工作進展報告。實際情況是大多數州尚未制定河流和溪流、湖泊和水庫，以及濕地和河口（對於那些有河口的州）的數字形式養分規範；。EPA在同年成立一由州和EPA專家組成的養分創新工作小組 (NITG)，以監測和評估減少養分污染的進度。NTIG在2009年發佈一名為“緊急行動呼籲”的報告，表達對日益嚴重的養分污染持續導致全美水質惡化的擔憂，並建議各州要更加積極制定養分標準。
EPA在2011年重申各州需全面制定養分標準，指出飲用水硝酸鹽違規事件在8年內已增加一倍，全國一半溪流的氮和磷含量已達中到高的水平，有害藻華現象正增加中。EPA擬定一個框架，供各州制定減少養分的優先事項和流域級目標。

#### 排放許可證
美國許多點源排放者雖然不一定是各流域中的最大養分來源，仍須遵守許可證中的排放限制，這些許可證是根據清潔水法案，通過國家污染物排放消除系統 (NPDES) 所頒發。一些大型市政污水處理廠，例如華盛頓哥倫比亞特區的Blue Plains先進污水處理廠已安裝生物養分去除 (BNR) 系統，以符合監管要求。其他的市政當局已對其現有二級處理系統的操作程序進行控制養分的調整。
大型集中式牲畜飼養作業 (CAFO) 的排放也受NPDES許可證的監管。來自農田的地表徑流是許多流域中養分的主要來源，但被歸類為非點源污染，不受NPDES許可證的監管。

#### 最大每日負荷限制計畫
每日最大負荷限制 (TMDL) 是項監管計劃，規定水體在仍符合清潔水法案水質標準的情況下可接收的最大污染物排放數量（包括養分）。具體而言，此法案第303節要求每個州為每個受污染物損害的水體製作TMDL報告。這份報告確定污染物的水平和達成減排目標的策略。EPA把TMDL描述成建立一“污染物預算”，設定接收不同污染物的水平。對於許多沿海水體，其主要的污染問題就是養分過剩，（也稱為nutrient over-enrichment（養分過度富集））。
一份TMDL可對水體中的最低溶解氧 (DO) 水平（與養分水平直接相關）設下規定。（參見環境缺氧）透過TMDL解決養分污染是美國國家養分戰略中的主要一環。透過TMDL把流域內所有點源和非點源污染辨識。為讓點源污染源符合TMDL的要求，則透過NPDES許可證規範其被允許排放量。針對非點源污染源的排放，通常採取的是自願遵守的方式。
EPA於2010年發佈乞沙比克灣的TMDL，針對整個流域的氮、磷和沈積物污染問題做規範，覆蓋面積達64,000平方英里（170,000平方公里）。這項監管計劃同時也把河口及其支流涵蓋在內，是迄今EPA所發佈的最大、最複雜的TMDL計畫。
為長島灣開發的TMDL計畫，讓康乃狄克州能源與環境保護局和紐約州環境保護局能把58.5%的氮減排目標納入監管和法律的框架內。